# Стеббингс, Питер
Пи́тер Сте́ббингс (англ. Peter Stebbings; род. 28 февраля 1971, Ванкувер, Британская Колумбия, Канада) — канадский актёр и кинорежиссёр. Начал играть в Молодёжном театре в Ванкувере в возрасте 12 лет. Стеббингс сменил множество профессий, прежде чем сделать свой выбор на карьере актёра. В 22 года он отправился в Нью-Йорк, чтобы поступить в театральное училище. Позже он вернулся в Канаду и продолжил актёрскую карьеру.

## Избранная фильмография
| Год     | Русское название         | Оригинальное название          | Роль             | Примечания                         |
| ------- | ------------------------ | ------------------------------ | ---------------- | ---------------------------------- |
| 1990    | Джамп стрит, 21          | 21 Jump Street                 | Гудвин           | Эпизод: «Just Say No High»         |
| 1994    | Секретные материалы      | The X-Files                    | Марти            | Эпизод: «Gender Bender»            |
| 1998    | За гранью возможного     | The Outer Limits               | Люк              | Эпизод: «Final Exam»               |
| 2001    | Охотники за древностями  | Relic Hunter                   | Тсарлов          | Эпизод: «Run Sydney Run»           |
| 2001    | Отдел мокрых дел         | Blue Murder                    | Кирк Мондрэгон   | Эпизод: «Asylum»                   |
| 2001    | Убийство в чужом городе  | Picture Claire                 | Калвер           |                                    |
| 2002    | Звёздные врата: SG-1     | Stargate SG-1                  | Малек            | Эпизоды: «Allegiance» и «The Cure» |
| 2002-04 | Иеремия                  | Jeremiah                       | Маркус Александр | Постоянная роль                    |
| 2003    | Мутанты Икс              | Mutant X                       | Кристофф         | Эпизод: «The Hand of God»          |
| 2007    | Через реку в Детройт     | Across the River to Motor City | Бретт МакНил     | Мини-сериал                        |
| 2011    | Война богов: Бессмертные | Immortals                      | Гелиос           |                                    |
| 2011-13 | Читающий мысли           | The Listener                   | Элвин Клейн      | Постоянная роль                    |

## Режиссёр
- 2009 — 2013 — Читающий мысли / The Listener
- 2009 — ЗащитнеГ / Defendor
- 2012 — В надежде на спасение / Saving Hope
- 2013 — Империя грязи / Empire of Dirt